# Scoliodon laticaudus
Scoliodon laticaudus és una espècie de peix de la família dels carcarínids i de l'ordre dels carcariniformes.

## Morfologia
Els mascles poden assolir els 100 cm de longitud total.

## Distribució geogràfica
Es troba des de Somàlia, Tanzània, Moçambic i Pakistan fins a Java (Indonèsia), Japó, Xina, Taiwan i Austràlia.